# Zaramama Corona
Zaramama Corona est une corona, formation géologique en forme de couronne, située sur la planète Vénus par -22° S et 240,5° E. Elle est localisée dans le quadrangle de Galindo. Elle a été nommée en référence à Zaramama, divinité Quechua (Pérou) du maïs. 

## Géographie et géologie
Zaramama Corona couvre une surface circulaire d'environ 240 km de diamètre. 